# 我妻泰熙
 我妻 泰熙 （わがつま たいき、1997年8月9日 - ）は、日本の元俳優・元タレント。セントラル子供タレントに所属していた。現在はパーソナルトレーナー。

## 人物
2002年にTBSテレビのバラエティ番組「さんまのSUPERからくりTV」に出演。同番組内のコーナー「棟梁のお悩みエリート塾」において、自身の泣き虫な性格を改善するべく奮闘する姿や「棟梁」に対して「男にして下さい」と懇願する姿は視聴者の支持を集めた。その後テレビドラマや映画、CMにも出演した。

## 出演

### テレビドラマ
- あなたの人生お運びします!（2003年、TBS）古田賢人 役
- さとうきび畑の唄（2003年、TBS）平山健 役

### バラエティ
- さんまのSUPERからくりTV 棟梁のお悩みエリート塾（2002年 - 2003年、TBS）
- からだであそぼ（2004年 - 2009年3月、NHK教育テレビ）
  - あさだ!からだ!（2009年4月 - 2010年3月、NHK教育テレビ）

### 映画
- ドラッグストア・ガール（2004年）沼田（幼少） 役

### CM
- マルヨ水産 - 『からくりTV』で共演した棟梁と共に出演。
  - かもめちくわ
  - 浜育ち

### 雑誌
- 学研 ラポム